# Glossanodon lineatus
Glossanodon lineatus är en fiskart som först beskrevs av Matsubara, 1943.  Glossanodon lineatus ingår i släktet Glossanodon och familjen guldlaxfiskar. Inga underarter finns listade i Catalogue of Life.